# Довга позиція
Довга позиція (анг. Long position) в цінних паперах означає, що власник цінних паперів закуповує та утримує цінні папери у розрахунку на отримання прибутку, якщо вартість цих паперів збільшиться.
Слідування довгій позиції у ф'ючерсному контракті, або іншому виді похідного фінансового інструменту означає, що власник отримує прибуток, якщо ціна на папери зростає. Довга позиція є найбільш зручною та звичною формою інвестування, і часто протиставиться до короткого продажу.
Відповідає інвестиційній стратегії «купи і тримай».
Учасників гри на підвищення називають «биками».